# Дуарте Португальский, 4-й герцог Гимарайнш
Дуарте Португальский, 4-й герцог Гимарайнш (7 октября 1515, Лиссабон — 20 сентября 1540, там же) — португальский инфант, шестой сын короля Португалии Мануэла I и Марии Арагонской.

## Жизнь
Наставником Дуарте был Андре де Резенде, который позже написал биографию Дуарте. Он любил охоту и был довольно хорошим музыкантом.
В 1537 году он женился на Изабел Брагансе, дочери Хайме, герцога Браганса. Она была герцогиней Гимарайнш в собственном праве. После свадьбы инфант Дуарте стал 4-м герцогом Гимарайнш.
Дуарте был похоронен в монастыре Жеронимуш.

## Дети
У супругов было трое детей:
- Инфанта Мария де Гимарайнш (1538—1577), замужем за Алессандро Фарнезе, герцогом Пармским
- Инфанта Екатерина де Гимарайнш (1540—1614), замужем за Жуаном I, герцогом Браганса
- Инфант Дуарте Португальский (1541—1576), герцог Гимарайнш